# Nesmy
Nesmy település Franciaországban, Vendée megyében. Lakosainak száma 3056 fő (2022. január 1.). Nesmy Aubigny-les-Clouzeaux, La Boissière-des-Landes, La Roche-sur-Yon, Rives de l’Yon és Aubigny községekkel határos.

## Népesség
A település népességének változása:
| Lakosok száma | 2786 | 2832 | 2903 | 2883 | 2899 | 2912 | 2961 | 3012 | 3056 |
|               | 2013 | 2015 | 2016 | 2017 | 2018 | 2019 | 2020 | 2021 | 2022 |